# Eccellenza Liguria 2005-2006
Il campionato italiano di calcio di Eccellenza regionale 2005-2006 è stato il quindicesimo organizzato in Italia. Rappresenta il sesto livello del calcio italiano.
Questi sono i gironi organizzati dal comitato regionale della regione Liguria.

## Squadre Partecipanti
| Squadra                        | Città                        | Stadio                   |
| ------------------------------ | ---------------------------- | ------------------------ |
| Athletic Club Genova           | Genova (GE)                  |                          |
| Bogliasco D'Albertis           | Bogliasco (GE)               |                          |
| Bolzanetese Virtus             | Genova (GE)                  |                          |
| Bru Lerici                     | Lerici (SP)                  |                          |
| U.S. Busalla                   | Busalla (GE)                 |                          |
| A.S.D. Corniglianese           | Genova (GE)                  |                          |
| Imperia                        | Imperia (IM)                 |                          |
| A.S.D. Loanesi S. Francesco    | Loano (SV)                   |                          |
| U.S. Polis                     | Genova (GE)                  |                          |
| U.S.D. Pontedecimo 1907        | Genova (GE)                  |                          |
| S.C. Rivasamba                 | Sestri Levante (GE)          |                          |
| A.C.D. Sammargheritese 1903    | Santa Margherita Ligure (GE) | Stadio Eugenio Broccardi |
| A.S.D. San Cipriano            | Serra Riccò (GE)             |                          |
| Sarzanese                      | Sarzana (SP)                 |                          |
| F.S. Sestrese                  | Genova (GE)                  |                          |
| F.C. Varazze Don Bosco         | Varazze (SV)                 |                          |
| A.S.D. Ventimiglia Calcio 1909 | Ventimiglia (IM)             |                          |
| A.C.D. Virtus Entella          | Chiavari (GE)                |                          |

## Classifica finale
|  | Pos. | Squadra              | Pt | G  | V  | N  | P  | GF | GS | DR  |
|  | ---- | -------------------- | -- | -- | -- | -- | -- | -- | -- | --- |
|  | 1.   | Imperia              | 75 | 34 | 23 | 6  | 5  | 64 | 26 | +38 |
|  | 2.   | Sarzanese            | 69 | 34 | 19 | 12 | 3  | 60 | 25 | +35 |
|  | 3.   | Loanesi              | 66 | 34 | 18 | 12 | 4  | 73 | 36 | +37 |
|  | 4.   | Polis Genova         | 56 | 34 | 16 | 8  | 10 | 52 | 38 | +14 |
|  | 5.   | Sammargheritese      | 49 | 34 | 13 | 10 | 11 | 46 | 36 | +10 |
|  | 6.   | Virtus Entella       | 48 | 34 | 14 | 6  | 14 | 53 | 45 | +8  |
|  | 7.   | Ventimiglia          | 48 | 34 | 12 | 12 | 10 | 51 | 50 | +1  |
|  | 8.   | Rivasamba            | 43 | 34 | 11 | 10 | 13 | 41 | 47 | -6  |
|  | 9.   | Corniglianese        | 43 | 34 | 12 | 7  | 15 | 38 | 42 | -4  |
|  | 10.  | San Cipriano         | 43 | 34 | 10 | 13 | 11 | 33 | 40 | -7  |
|  | 11.  | Sestrese             | 42 | 34 | 10 | 12 | 12 | 49 | 45 | +4  |
|  | 12.  | Bogliasco D'Albertis | 42 | 34 | 11 | 9  | 14 | 41 | 40 | +1  |
|  | 13.  | Pontedecimo          | 41 | 34 | 10 | 11 | 13 | 29 | 40 | -11 |
|  | 14.  | Varazze Don Bosco    | 40 | 34 | 9  | 13 | 12 | 39 | 46 | -7  |
|  | 15.  | Busalla              | 40 | 34 | 10 | 10 | 14 | 35 | 48 | -13 |
|  | 16.  | Bru Lerici           | 40 | 34 | 10 | 10 | 14 | 23 | 39 | -16 |
|  | 17.  | Bolzanetese Virtus   | 28 | 34 | 6  | 10 | 18 | 30 | 62 | -32 |
|  | 18.  | Athletic Club        | 16 | 34 | 3  | 7  | 24 | 32 | 84 | -52 |

### Play-out
| Squadra 1   | Totale | Squadra 2         | Andata | Ritorno |
| ----------- | ------ | ----------------- | ------ | ------- |
| Bolzanetese | 2 - 2  | Varazze Don Bosco | 1 - 1  | 1 - 1   |
| Bru Lerici  | 2 - 2  | Busalla           | 0 - 1  | 2 - 1   |

#### Andata
| 20/05 2006 | Bolzanetese | 1 – 1 | Varazze Don Bosco |  |

| 21/05 2006 | Bru Lerici | 0 – 1 | Busalla |  |

#### Ritorno
| 28/05 2006 | Varazze Don Bosco | 1 – 1 | Bolzanetese |  |

| 28/05 2006 | Busalla | 1 – 2 | Bru Lerici |  |